# 山田分屯基地
山田分屯基地（やまだぶんとんきち、JASDF Yamada Sub Base）とは、岩手県下閉伊郡山田町豊間根東山国有林9林班か小班（または十二神山）に所在し、第37警戒隊が配置されている航空自衛隊三沢基地の分屯基地である。
分屯基地司令は、第37警戒隊長が兼務。

## 配置部隊
- 北部航空方面隊隷下
  - 北部航空警戒管制団
    - 第37警戒隊

## 沿革
- 1953年（昭和28年）10月 - 米空軍Camp Kurosaki建設工事開始（米第5空軍発注）
- 1954年（昭和29年）9月 - 米空軍黒崎基地工事完了
- 1955年（昭和30年）3月 - 米空軍第613航空警戒管制中隊（613th Aircraft Control & Warning Squadron）第37分遣隊、レーダー展開
- 1957年（昭和32年）7月 - 航空自衛隊に第2警戒隊第3中隊、編成完了（通称号9063部隊）
- 1957年（昭和32年）8月 - 第2警戒隊第3中隊、米軍との共同運用開始
- 1957年（昭和32年）9月 - 第37警戒中隊に改編
- 1958年（昭和33年）11月 - 米空軍から基地運用を全面移管
- 1959年（昭和34年）3月 - 米空軍、十二神山から撤収
- 1961年（昭和36年）2月 - 第37警戒隊に改編
- 1961年（昭和36年）7月 - 第37警戒群に改編
- 1989年（平成元年）11月 - レーダーをJ/FPS-2に更新
- 2000年（平成12年）3月 - 第37警戒隊に改編